# Кнакфус, Мартин
Ма́ртин Кна́кфус (пол. Marcin Knackfus, лит. Martynas Knakfusas; ок. 1740, Вулка Варшавского воеводства — около 1821, Литва) — архитектор раннего классицизма, работавший в Литве.

## Биография
Деятельность начал в Варшаве. Учился у работавших в Варшаве архитекторов Эфраима Шрёгера (Schroeger), Симона Богумила Цуга (Zug), испытал влияние Д. Мерлини.
Переселившись в Вильну в 1768 году, Кнакфус некоторое время работал у епископа Игнатия Масальского. Стал капитаном артиллерии войска ВКЛ. В 1768—1773 годах преподавал в виленской школе корпуса военных инженеров, в 1773—1775 годах преподавал архитектуру в Виленском университете. В 1782—1794 годах архитектор Главной виленской школы.
С 1778 года состоял в масонской ложе «Добрый пастырь» („Bon Pasteur“). Был советником виленского магистрата.
Участвовал в восстании 1794 года.

## Творчество
Проектировал и реконструировал здания общественного значения, дома мещан и дворцы вельмож в Вильне и крупные усадебные ансамбли. Не всё наследие Кнакфуса надёжно подтверждается документами: часть построек связывают с его именем исходя из сходства с подлинными его произведениями общей композиции или отдельных фрагментов. Его произведениям присущи умеренность форм, рациональность и простота, ориентированные на французский классицизм стиля Людовика XVI и традиции позднего Ренессанса).
По проекту Кнакфуса в 1783—1792 годах построен костёл Святого Иакова в Куртувенай (Шяуляйский район). Костёл трёхнефный с высоким корпусом и более низким пресбитерием. Двухбашенная композиция главного фасада формами отчасти продолжает традиции виленского барокко и вместе с тем содержат элементы классицизма.
Сочетание элементов барокко и классицизма отчётливо в спроектированном Кнакфусом в 1773 году костёле Пресвятой Троицы в Трошкунай — базиликального типа без башни в форме латинского креста в плане. Главный фасад образует своеобразный портик из двух пар колонн дорического ордера. В 1787 году по его проекту был построен алтарь в костёле Всех Святых в Вильне. В 1789—1790 годах Кнакфус руководил строительством доминиканского костёла в Тракай.
Реконструировал также Зелёный мост через Вилию (1791) в Вильне и вёл надзор над реконструкцией и строительством зданий Виленского университета. Кнакфус проектировал также дворец в Паэжяряй (1795—1799; Вилкавишский район).

### Дворец Бжостовских

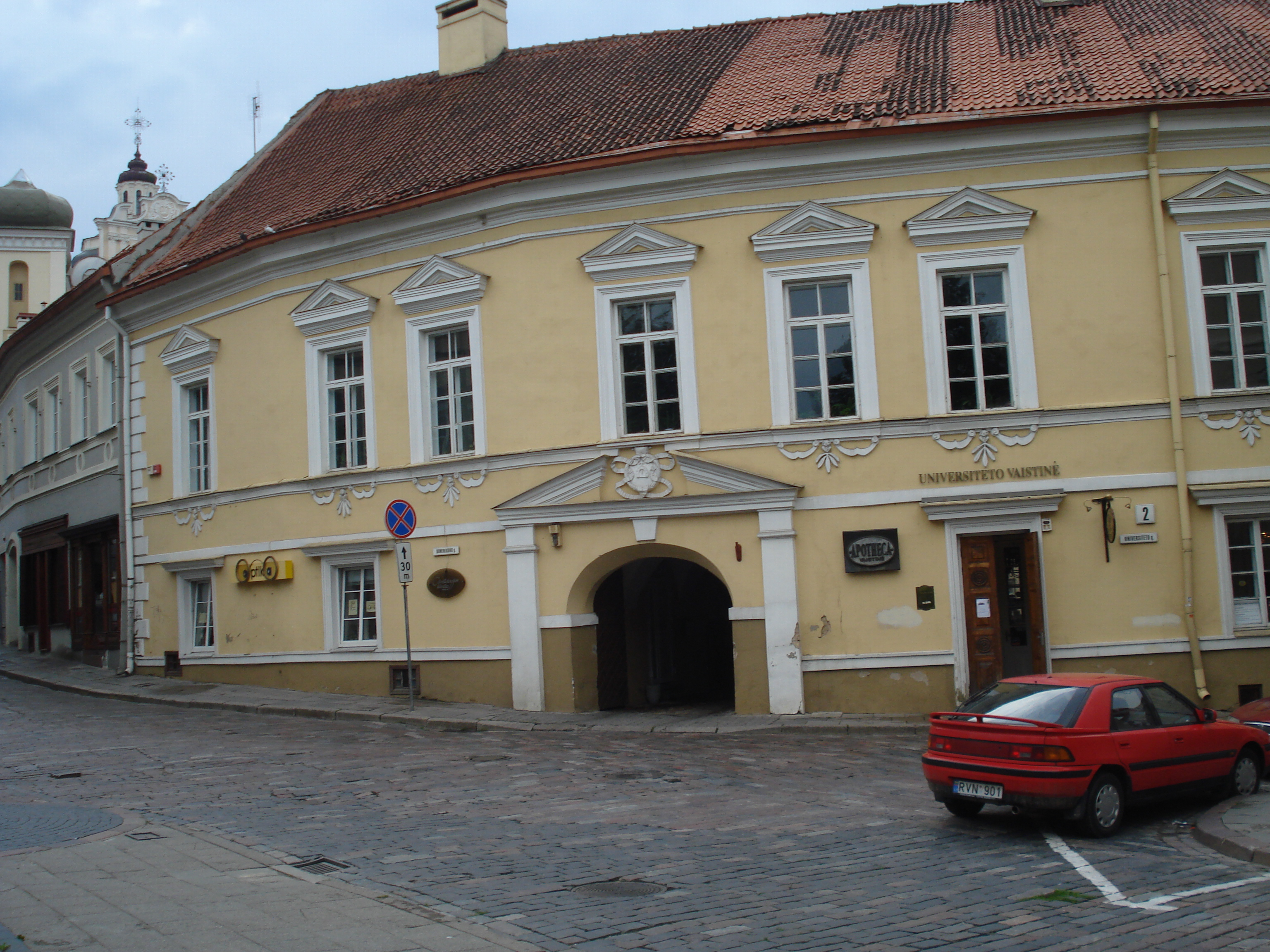
Дворец Бжостовских

Предполагается, что по проекту Кнакфуса в 1769 году были декорированы фасад и интерьер двухэтажного дворца Бжостовских, расположенного на углу улиц Университето (Universiteto g.) и Доминикону (Dominikonų g. 18/2), принадлежавший в то время известному магнату Павлу Ксаверию Бжостовскому, затем проданный Якубу Нагурскому, а позднее принадлежавший Огинским. Здание реконструировалось в 1957 году и несколько раз позднее, часть его первого этажа ныне занимает аптека и салон оптики, часть здания отведена под жилые помещения.

### Астрономическая обсерватория

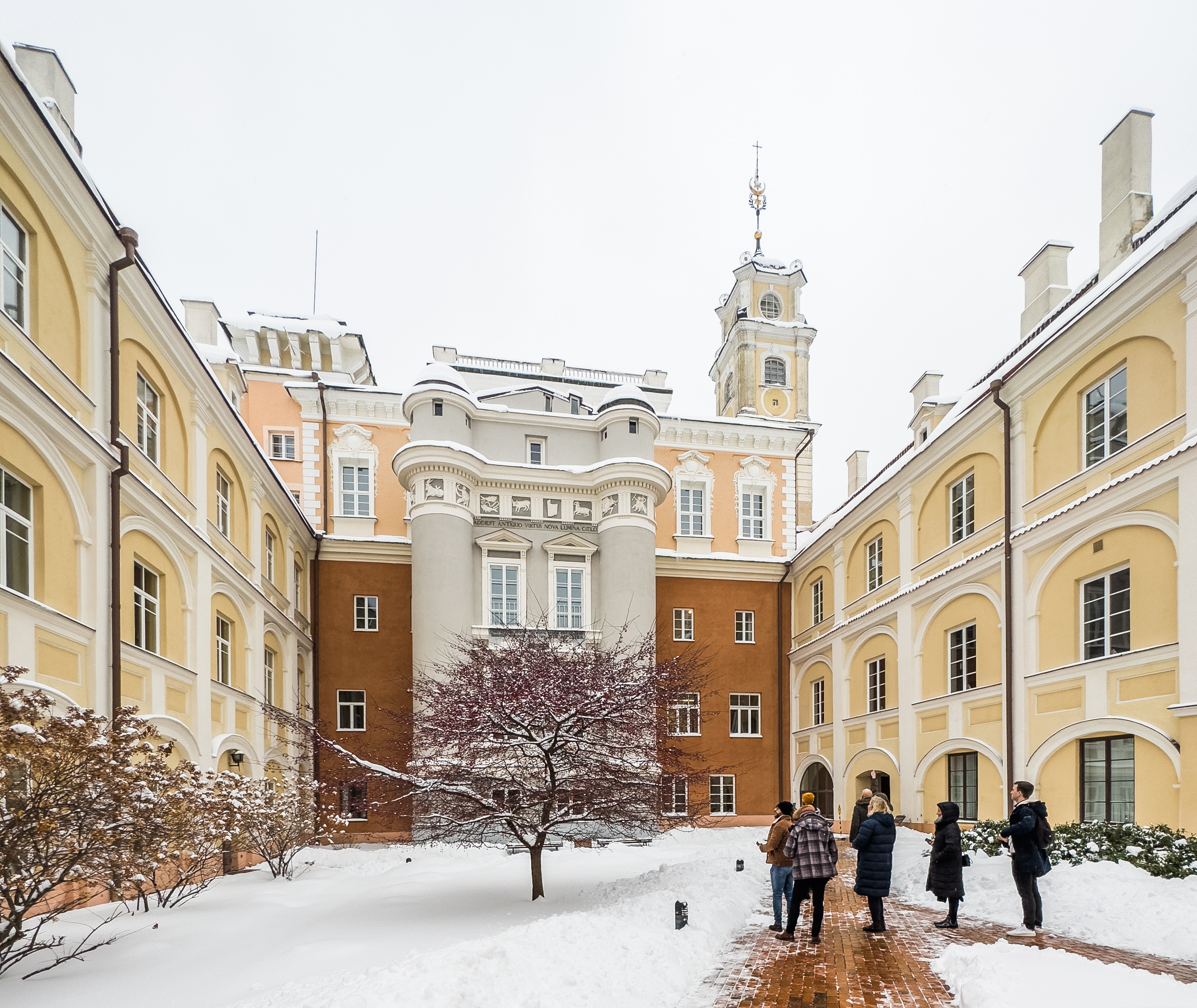
Обсерватория Главной виленской школы

К числу наиболее выдающихся общественных зданий, созданных Кнакфусом, относится южная пристройка астрономической обсерватории Главной литовской школы (впоследствии Виленского университета; 1782—1788). В спроектированной по принципиальным указаниям Мартина Почобута пристройке использованы формы раннего классицизма. Две симметричные боковые башни, предназначенные для астрономических наблюдений, придают зданию грациозную вертикальность. Высокий цоколь и дорический антаблемент, над которым возвышается аттик, образуют горизонтальные сечения фасада. Фриз украшают знаки Зодиака в метопах.

### Дворец епископа в Верках
Около 1780 года епископ Игнацы Якуб Масальский поручил Кнакфусу реконструкцию летней резиденции в Верках. По проекту Кнакфуса были построены восточная и западная офицыны и начато строительство центрального дворца (позднее работу продолжил Лауринас Стуока-Гуцявичюс).

### Дворец Сулистровского

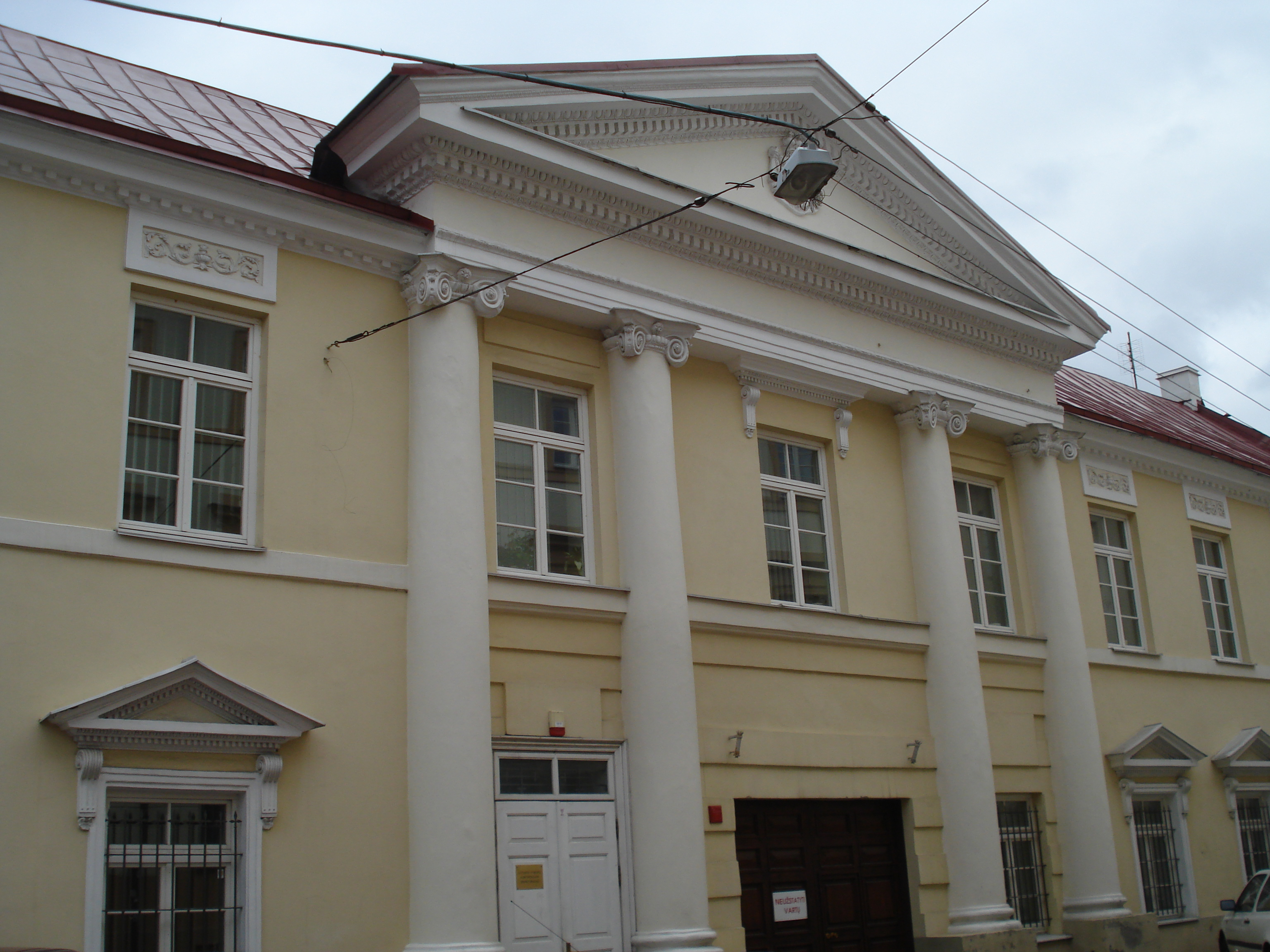
Дворец Сулистровского

Кнакфусу принадлежит проект дворец Сулистровского в Вильне (улица Скапо, 4; известен также как дворец Лопацинских). Ось симметрии акцентируют имитирующие портик ионические полуколонны и треугольный фронтон, тимпан которого украшает картуш с гербом. Углы дворца подчёркнуты рустом.

### Дворец Шуазелей (де Реусов)

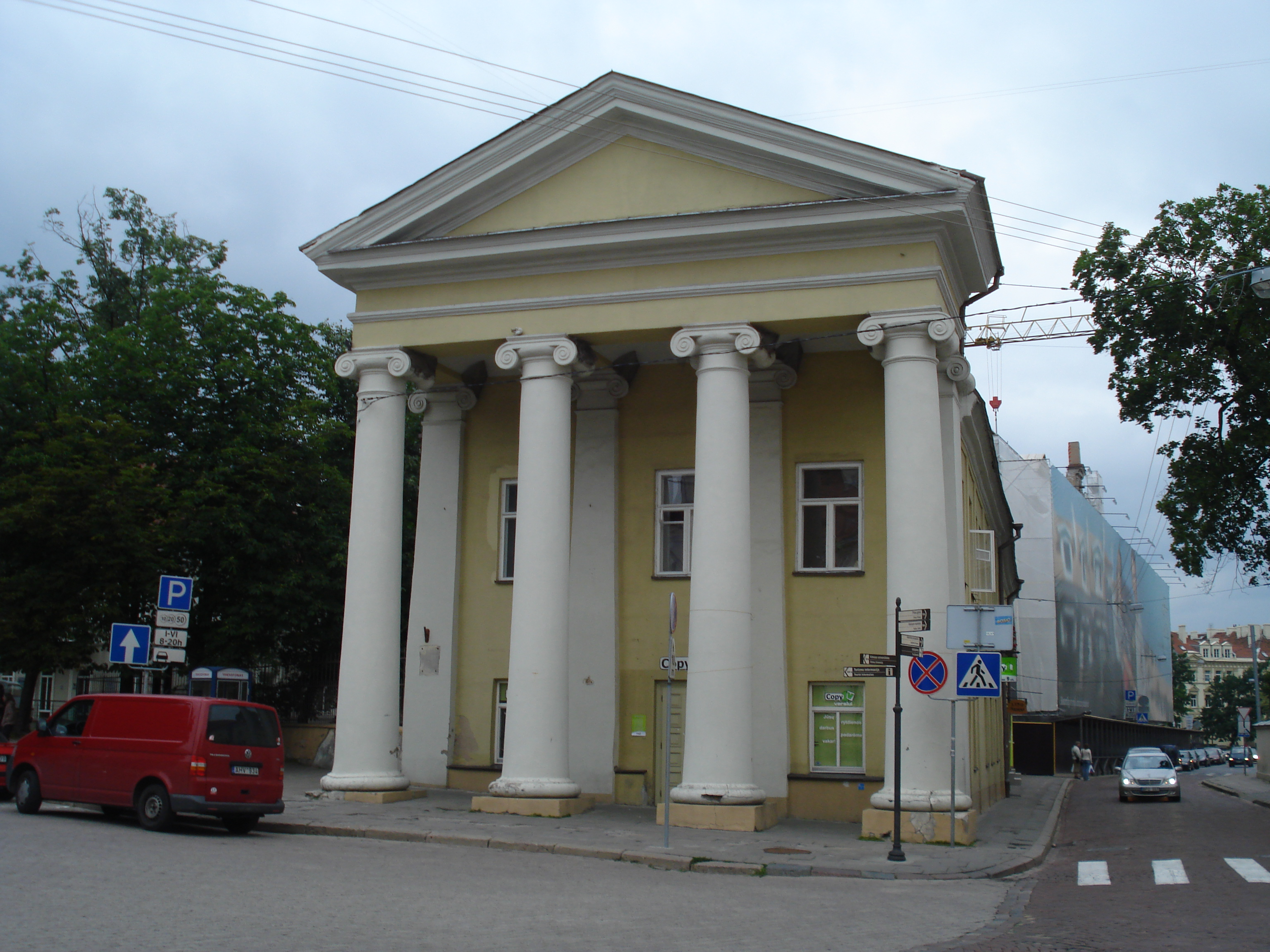
Дворец Де Реусов (Шуазелей)

К дворцу Шуазелей, известному также как дворец де Реусов (Дворцовая площадь, затем площадь Муравьёва, в межвоенные годы площадь Наполеона, после Второй мировой войны площадь Кутузова, ныне площадь С. Дауканто, S. Daukanto a. 2 / Universiteto g. 10), предположительно по проекту Кнакфуса пристроен величественный портик в духе зрелого классицизма. Расположенные на равных расстояниях четыре ионические колонны подпирают массивный антаблемент и фронтон. Ритм колонн повторяется пилястрами на стене. Монументальный портик является одним из акцентов композиции площади.

### Дворец Абрамовичей

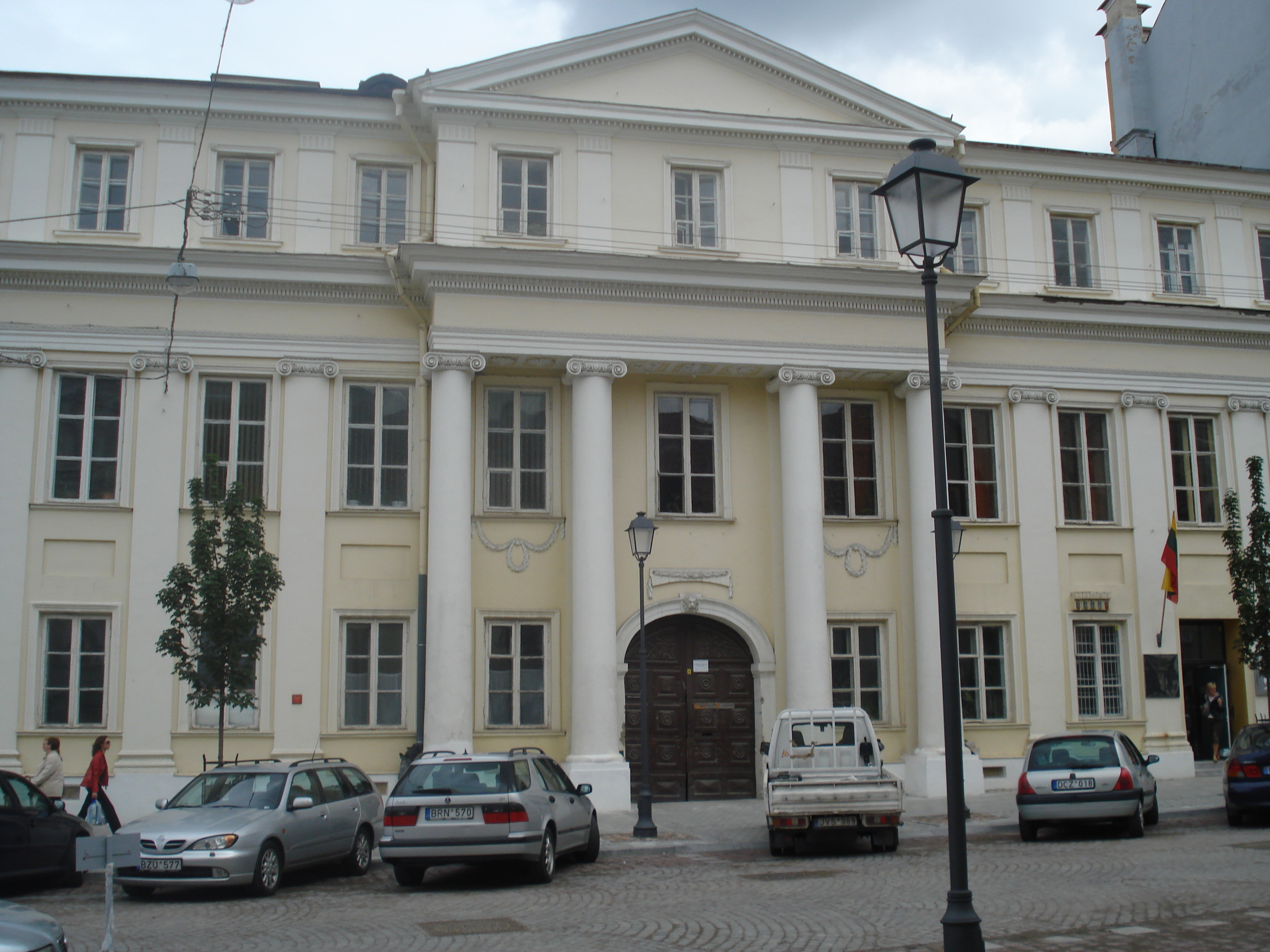
Дворец Абрамовичей

В 1801—1806 годах Кнакфус реконструировал дворец Абрамовичей в Вильне (Большая улица, ныне Вильнюсская консерватория имени Юозаса Таллат-Кялпши на улице Диджёйи, Didžioji g. 36) из четырёх корпусов.
Западный корпус был перестроен в формах раннего классицизма, особенно отчётливых в главном фасаде с фронтоном на четырёх ионических колоннах и ионическими пилястрами между окнами.

### Дворец Тизенгауза

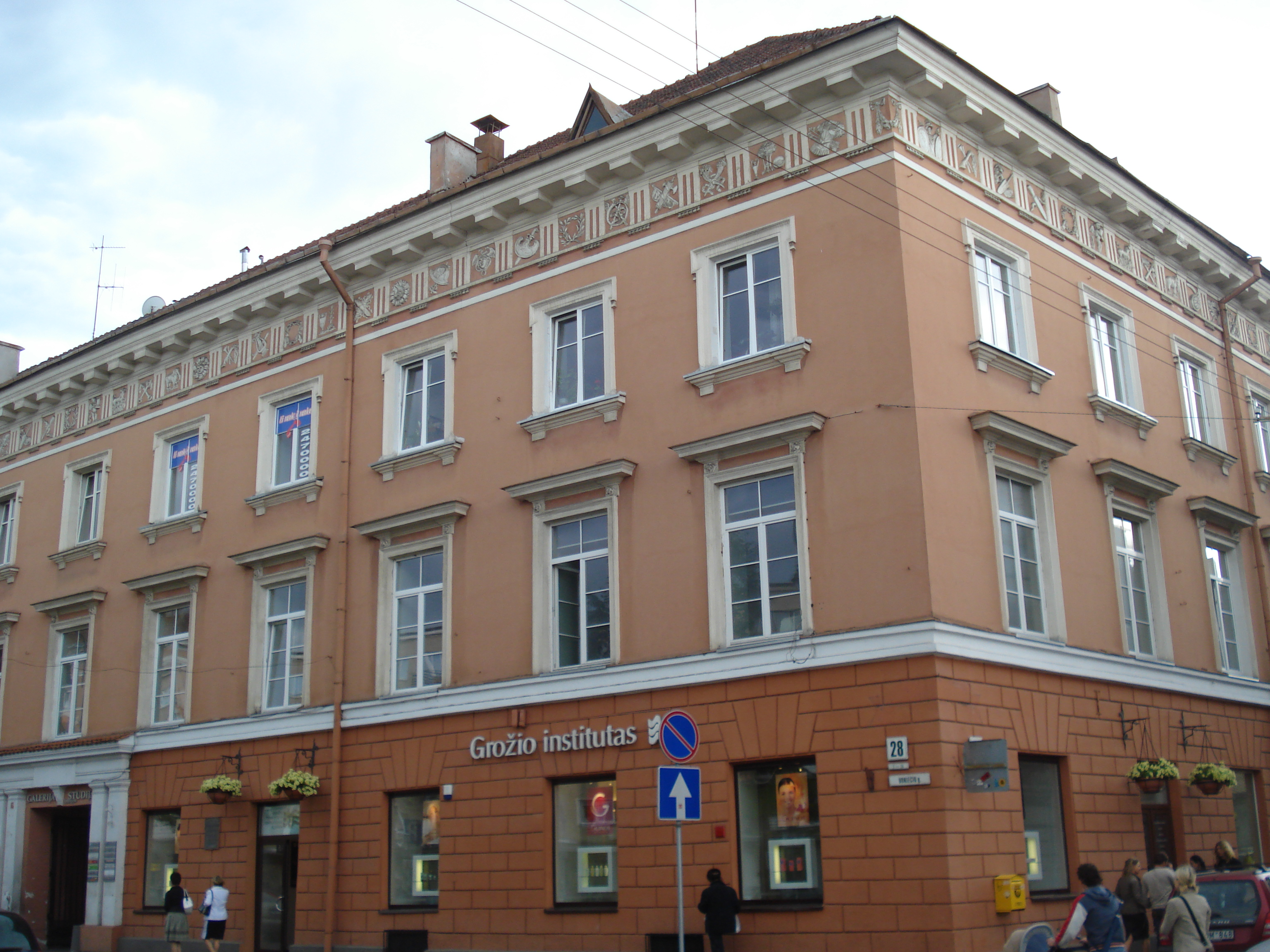
Дворец Тизенгаузов

Архитектор занимался также реконструкцией дворца Фиттинхофа (известного также как дворец Тизенгаузов; угол Немецкой (ныне Вокечю) и Трокской улиц (Траку) (Vokiečių g. 28 / Trakų g. 17), предположительно, около 1790 года.

## Память

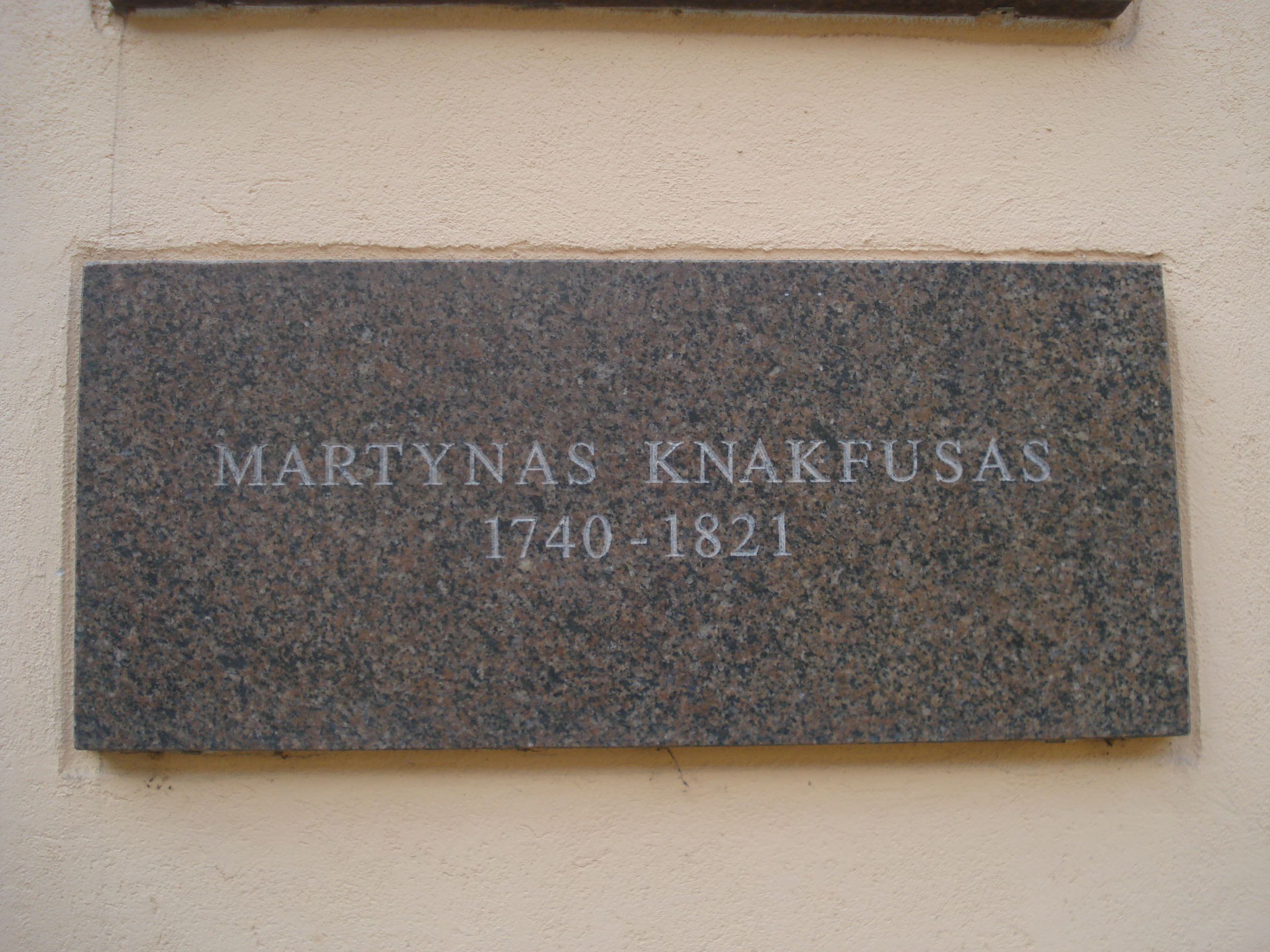
Мемориальная плита в Вильнюсской художественной академии

В память о Мартине Кнакфусе установлена мемориальная доска во дворе Вильнюсской художественной академии.